# Manuel Turizo Zapata
Manuel Turizo Zapata (Montería, Colòmbia, 12 d'abril de 2000) és un cantant i compositor colombià.
Conegut principalment per la seva cançó «Una Lady com tu», tema amb què va aconseguir obtenir més reconeixement internacional a Amèrica Llatina, Espanya, Itàlia i Portugal. El 2018, el vídeo oficial de la cançó va arribar als mil milions de visualitzacions a YouTube.
«Una Lady Com Tu» va ser la cançó que ho va fer famós a nivell internacional, i per la qual va aconseguir una nominació per als premis Kids' Choice Awards Colombia com a cançó favorita l'any 2017, fins i tot va rebre múltiples certificacions a diversos països d'Amèrica Llatina.

## Biografia

### Primers anys
Va créixer influenciat per la música ja que el seu germà Julián, que és més gran que ell tres anys, i la seva mare, són músics. Manuel Turizo és un cantant urbà, compositor, de Colòmbia. Manuel Turizo ha estat interessat en música de petit. Després de la influència de la seva família, Manuel va començar a tocar instruments com el saxofon, la guitarra, el ukelele, i el piano. La seva família era plena de músics. En Manuel va començar a cantar amb classes vocals quan era petit. Al principi Manuel va voler ser un veterinari.
Julián Turizo és el germà gran de Manuel; és una gran influència per a Turizo i la seva música. Així és com els germans van començar a fer música junts: Manuel escrivia i Julián tocava l'ukelele a les seves cançons. Això va ajudar que els germans Turizo milloressin el seu estil musical i cobressin fama. Julián és un gran partidari del seu germà; fins i tot ha esdevingut el seu productor.
Després de descobrir el seu talent, en Manuel va haver d'acabar els estudis. Sempre esmenta una anècdota que li va passar de petit: li va dir a la seva mare que volia ser cantant i ella li va dir que sí amb la condició que no deixés d'estudiar.

## Carrera musical

### 2016
Al novembre de 2016, va escriure juntament amb el seu germà Julián la cançó «Una Lady com tu» la qual va ser produïda i gravada amb el suport del seu primer productor musical Zenzei i de la signatura discogràfica de La Industria Inc, tema que va estrenar un mes després juntament amb les cançons «Baila conmigo» i «Vamos-nos», sent aquests tres els primers senzills que va llançar públicament, iniciant així la seva carrera musical.

### 2017
El 16 de març de 2017, va estrenar el videoclip oficial de la cançó «Una Lady com tu» al seu canal de YouTube, encara que va ser una versió diferent de l'original. Tot i això, va tenir una bona acollida per part de l'audiència i va aconseguir gran popularitat en el públic urbà de països de Amèrica Llatina i Europa guanyant milions de visualitzacions a la plataforma, fins i tot arribar a estar al #1 de tendències, situació que li va servir de suport a Manuel perquè es donés a conèixer mundialment i així catapultar i promocionar la seva carrera.
El 20 d'abril, va publicar un vídeo a través de les seves xarxes socials en què anunciava el remix del tema Una Lady com tu al costat del reconegut cantant nord-americà Nicky Jam (tots dos pertanyents al segell de La Industria Inc.) on apareixien junts corejant la lletra de la cançó. Publicant el vídeo lyric oficial el 3 d'agost del mateix any.
El 31 de maig va col·laborar en el tema «Bésame» del cantant porto-riqueny Valentino, tema que contó con un vídeo lyric; ganando millones de reproducciones y ampliando su público. Meses más tarde se estrenó el videoclip oficial de dicho tema. Ambos cuentan con más de 150 millones de reproducciones en YouTube.
A l'octubre, va col·laborar amb el grup també colombià Piso 21 a la cançó que porta per nom «Déjala que vuelva», que forma part del segon àlbum d'estudi del grup, Ubuntu. El senzill i el vídeo musical van ser publicats el 19 d'octubre de 2017 per la divisió mexicana de Warner Music Group com a tercer senzill de l'àlbum. La cançó va ser escrita per la banda, Juan Diego Medina, Julián Turizo, Manuel Turizo i els seus productors Mosty i Eq the Equalizer. El senzill es va posicionar ràpidament a les llistes de popularitat i es va convertir en un èxit instantani en territoris de Amèrica Llatina i Europa, on va aconseguir el Top 10 a molts països i va obtenir nombroses certificacions en altres més després del seu llançament. L'agost del 2018, el videoclip supera la barrera dels 1000 milions de visualitzacions a YouTube i per al maig del 2019 el vídeo compta amb més de 1.4 bilions de vistes en aquesta plataforma; a més de poc més de 400 milions de reproduccions a Spotify, sent el tema més reeixit tant del grup com del cantant.
A finals de 2017, participa a la cançó «Déjate llevar» de Juan Magán i per tancar un gran any ple d'èxits estrena el senzill «Esperándote», tema que resulta del gust de l'audiència pel seu concepte de pop urbà i la seva peculiar lletra, a la qual els seus propis fans esmenten és la continuació de «Una Lady como tú».

### 2018
El 2018, interpreta el tema «Ser un cantant» (compost per Nicky Jam), el qual és intro de la telenovel·la colombiana La reina del flow. A més, va participar com a artista convidat en aquesta telenovel·la.
Al maig, va anunciar a través d'una publicació a Instagram Al maig, va anunciar a través d'una publicació a Ozuna i que estava a prop de llançar-se, cosa que va causar emoció entre els seus seguidors. I per al juny llancen per mitjà del canal de YouTube del cantant porto-riqueny el senzill «Vaina loca», senzill inclòs en el segon álbum de estudio, Aura. El tema va ser summament del gust del públic ja que té un ritme enganxós i una lletra que es refereix al que sent un noi quan troba l'amor de la seva vida, va aconseguir entrar a Top 50 Global de Spotify mantenint-se durant diverses setmanes, a més que a YouTube des del seu llançament va tenir una mitjana de 5 milions de reproduccions diàries i actualment amb més de 900 milions de vistes. a cançó també forma part de la banda sonora e la pel·lícula dominicana de 2018 Qué León.
També per al mes de juny obté un gran èxit individual a la seva carrera, pel fet que el vídeo oficial de la cançó «Una Lady com tu» va arribar als mil milions de reproduccions al seu canal de YouTube, sent el primer vídeo en solitari del cantant que arriba a aquesta xifra.
Al juliol va publicar la cançó «Culpables», un tema que es caracteritza per les notes acústiques i la singular lletra. El 8 d'agost, el vídeo del senzill a col·laboració amb Pis 21: «Déjala que vuelva» també arriba a la quantitat de mil milions de reproduccions segons el comptador de YouTube.
En els mesos següents continua collint èxits, al setembre llança el tema «Una vez más» a duet amb Noriel i per al mateix mes és nominat als Latin American Music Awards per la categoria de Nou Artista del any; a l'octubre s'inclou per a la cançó de Mau & Ricky «Desconocidos» al costat també de Camilo, cançó que va agradar al públic i va aconseguir posicionar-se al Top 50 Global de Spotify, al seu torn que el vídeo compta amb més de 400 milions de vistes. Pel mes de novembre estrena «Sola» i participa amb Nacho en «Déjalo».

### 2019
Jowell & Randy en «Dile la verdad», per després unir-se a Zion & Lennox i Farruko en el remix de la cançó «Pa' olvidarte» de la banda colombiana, ChocQuibTown. Amb aquesta cançó, va obtenir les seves primeres nominacions als Premis Grammy Llatins 2019 a les categories Millor Interpretació Urbana i Millor cançó Urbana. A finals de febrer torna a llançar un senzill amb la participació d'Ozuna el qual porta per títol «Esclavo de tus besos», cançó que segons el colombià pertany al seu proper disc a llançar aquest mateix any. Més endavant participa novament amb Noriel a manera de featuring en «No te hagas la loca».
També a l'abril participa amb Farruko pel seu nou disc Gangalee en el senzill «Resort», a més s'uneix amb el cantant panameny Sech en la cançó «Tiene novio» pertanyent al àlbum Sueños i de la mateixa manera s'uneix a Yandel i Sebastián Yatra en la cançó «En cero», també a finals del 2019, llança la seva versió remix de la mateixa cancó de «En cero», amb participació de Farruko i Wisin. Per a finals de maig participa en la cançó de Reik «Aleluya» del seu àlbum Ahora i en la cançó «Impulsivo» juntament amb Justin Quiles en el seu àlbum Realidad.
A l'agost, va llançar el primer àlbum d'estudi, ADN, que va ser estrenat al costat del seu senzill «Te quemaste» juntament amb Anuel AA. A l'octubre, va llançar el senzill «Pegao» amb la col·laboració de la boy band CNCO. Durant aquest any, va participar com a preparador, amb el seu germà Julián, a La Voz Kids México. En aquest mateix reality, l'1 de desembre, Turizo va interpretar el tema «Que lo nuestro se quede nuestro» juntament amb Carlos Rivera. En aquest mateix mes, el cantant estrena el remix de «En cero» amb Yandel, Sebastián Yatra, Wisin i Farruko.

### 2020
El 31 de gener de 2020, va estrenar el vídeo oficial per a la cançó «No encuentro palabras», amb Abraham Mateo. El mes de febrer va estar ple d'estrenes musicals en què va col·laborar Turizo: el 7 de febrer, es va estrenar el vídeo oficial del tema «Hábitos» d'Arcángel, el qual van gravar junts i fa part de l'àlbum Historias de un capricornio. El 14 de febrer, s'estrena el vídeo oficial de «BORRAXXA», amb Feid. El 17 de febrer, es va estrenar «Despacio» juntament Natti Natasha, Nicky Jam i Myke Towers. Posteriorment, el 20 de febrer, s'estrena la cançó de «TBT» amb Sebastián Yatra i Rauw Alejandro. Aquest mateix dia, la cançó és interpretada per tots dos artistes en els Premios Lo Nuestro 2020.
Després, va ser nominat als premis del portal de música uruguaià El més escoltat a la categoria Revelació Internacional al costat d'artistes com Beret, Cami i Emilia. El 15 d'abril, estrena el remix de «No te vayas» de Carlos Vives. El 23 d'abril, el cantant estrena el remix de la cançó «TBT» amb Sebastián Yatra, Rauw Alejandro, Cosculluela, Lalo Ebratt, Llane i Dálmata. L'endemà, el 24 d'abril, s'estrena el remix del senzill «Loco» del cantant colombià Beéle, pertanyent a Hear This Music. En aquest remix, Turizo va participar al costat de Farruko i Natti Natasha.
El 26 d'abril, Turizo va anunciar en una entrevista del programa El Break de las 7 de Univision que ben aviat se n'estrenaria la cançó «Mala costumbre» juntament amb Wisin y Yandel. L'1 de maig, l'artista va estrenar la cançó «Quiéreme mientras se pueda» el videoclip del qual compta amb vídeos i fotos dels seus fans fent diverses activitats per no avorrir-se a casa enmig de la quarantena provocada per la pandèmia de COVID-19.
El 12 de juny, el cantant va estrenar «Quisiera» amb ChocQuibTown per al seu àlbum d'ells anomenada ChocQuibHouse. El 18 d'aquell mateix mes, va estrenar el senzill «La presión» amb Lalo Ebratt. El 2 de juliol, Turizo participa al remix «Tanzen/Baile» dde l'artista alemany Edin. El 31 de juliol, Turizo s'entra a l'àlbum de Yandel Quién contra mí 2 en la cançó «Celda» setmanes després van estrenar el vídeo oficial de la cançó el 20 d'agost.
El 5 d'agost, s'uneix a la cançó de «Pa´ la cultura» per a David Guetta amb Abraham Mateo, Sofía Reyes, Zion & Lennox, De la Ghetto, Lalo Ebratt, Thalía i Bei Maejor, per col·laborar a l'organització Human (X) amb aquest missatge: «Tots els guanys es destinaran a NDLON (Xarxa Nacional d'Organització de Jornaleros) per ajudar els immigrants afectats per la pandèmia de COVID-19 a través del Fons Xarxa de Seguretat de els Drets dels Treballadors Immigrants de NDLON; així com el programa de beques ART/WORKS que eleva les veus, l'expressió cultural i el perfil d'immigrants, refugiats i artistes que promouen els drets dels immigrants. UNEIX-TE AL MOVIMENT!», després setmanes després van treure el vídeo oficial el 16 de setembre.
Miky Woodz i Wisin fa part a Turizo al remix de la seva cançó «Provócame» amb Lenny Tavárez i Justin Quiles, la qual la van estrenar el 14 d'agost. Dies després, Turizo participa a l'àlbum Los chulitos de l'artista De la Ghetto amb la cançó «Sigue tu camino» el 28 d'agost. L'11 de setembre, Turizo fa part del remix de «Quiéreme mientras se pueda» a Jay Wheeler i Miky Woodz.
Dalex fa part a Turizo al costat de Arcángel, De la Ghetto i Beéle a la seva cançó per fer el remix de «+Linda», el 18 de setembre. El 2 d'octubre, Llane al costat de Turizo llancen el tema «Será» juntament amb un vídeo oficial.
El 8 d'octubre, va llançar la primera cançó del nou àlbum Dopamina; «La nota» amb Rauw Alejandro i Myke Towers, per això amb aquest tema es comença a estrenar alguns temes de l'àlbum abans de la seva estrena de tots els temes que serà el gener del 2021. El 17 de novembre, Turizo s'uneix al costat deFeid i Andy Rivera al remix de «Pase Lo Que Pase» del nou artista de Sky Rompiendo Sael.

### 2021-2023: incursió en altres gèneres
El 8 de gener Turizo estrena «Mala costumbre» amb la col·laboració de Wisin & Yandel. El 9 d'abril estrena el segon àlbum d'estudi, Dopamina, que compta amb col·laboracions com: Maluma, Rauw Alejandro, Myke Towers, Justin Quiles, Dalex, Farruko, will.i.am, El Alfa, Wisin & Yandel, Jay Wheeler i Miky Woodz. El 19 d'agost estrena amb Tini «Maldita foto». El 7 d'octubre estrena la seva nova cançó «Te olvido», que serà el primer senzill del seu proper àlbum anomenat 2000.
El 2023, incursiona en altres gèneres musicals com la bachata i l'electrónica, estrenant els seus senzills promocionals «La bachata», «Despecho», «Éxtasis» (amb María Becerra) i col·laboracions amb Marshmello i Sebastián Yatra. A l'octubre de 2023 va participar en l'àlbum Pa las baby's y belikeada de la banda de música regional mexicana Fuerza Regida en la cançó «Una cerveza».

### 2024
Al juliol de 2024, publica juntament amb Tiago PZK al seu àlbum GOTTI A, la cançó titulada «De vuelta», convertint-la en una de les més escoltades d'aquest àlbum en 2 dies, i posant-la al número 5 de les tendències per 2 dies seguits. Aquesta cançó va ser produïda per Axel Armando Gomez Balanzar productor d'Humberto Terrazas (Humbe) i composta per Tiago i Manuel.